# Біговел

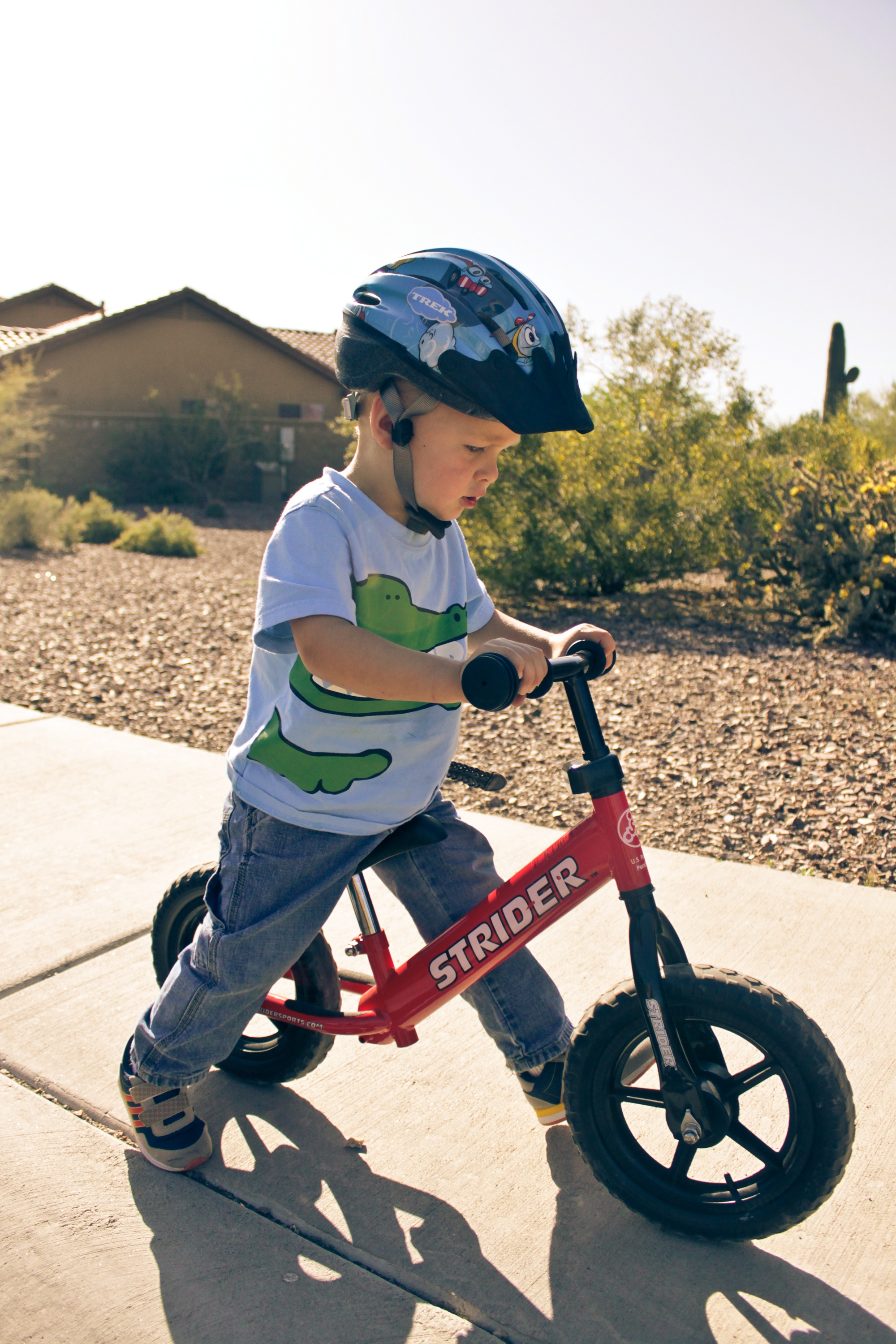
Малюк на біговелі

Безпедальний велосипед або бігове́л — велосипед без педалей і трансмісії. Поєднує в собі риси велосипеда і самоката: наїзник сидить у сідлі, як на велосипеді, проте їде, як на самокаті — відштовхуючись ногами від землі (а не давлячи на педалі).
Безпедальним був перший у світі двоколісний велосипед, сконструйований Карлом Дрезом у 1817 році. Проте лише на початку XX століття безпедальна модель пережила своєрідне відродження і почала використовуватися як дитячий транспорт. Зараз це один із популярних видів дитячого транспорту в Європі і США, з початку 2010-х років набуває популярності в Україні (відомий як бігове́л, велобі́г, велосамока́т, велока́т, велохі́д, велоке́тт, використовуються також англійські назви балансба́йк, ранба́йк та німецька лауфра́д).

## Різновиди
Біговели бувають як двоколісними, так і трьох- і чотириколісними. Вони виготовляються з металу, пластику або дерева. Здебільшого біговели не мають гальм, однак деякі моделі оснащуються ручним гальмом. Існують гібридні моделі — велосипед, з якого можна зняти педалі та зменшити висоту рами, перетворивши його в біговел. На сучасних біговелах є можливість замінити колеса на зимові лижі, таким чином дитина може кататися на ньому в будь-яку пору року.

## Використання
Зазвичай, безпедальні велосипеди призначені для дітей починаючи з одного року і до п'яти-шести років. З їхньою допомогою діти навчаються тримати рівновагу при їзді, так що нерідко біговели стають проміжним етапом перед навчанням катання на звичайному педальному велосипеді.

## Історія

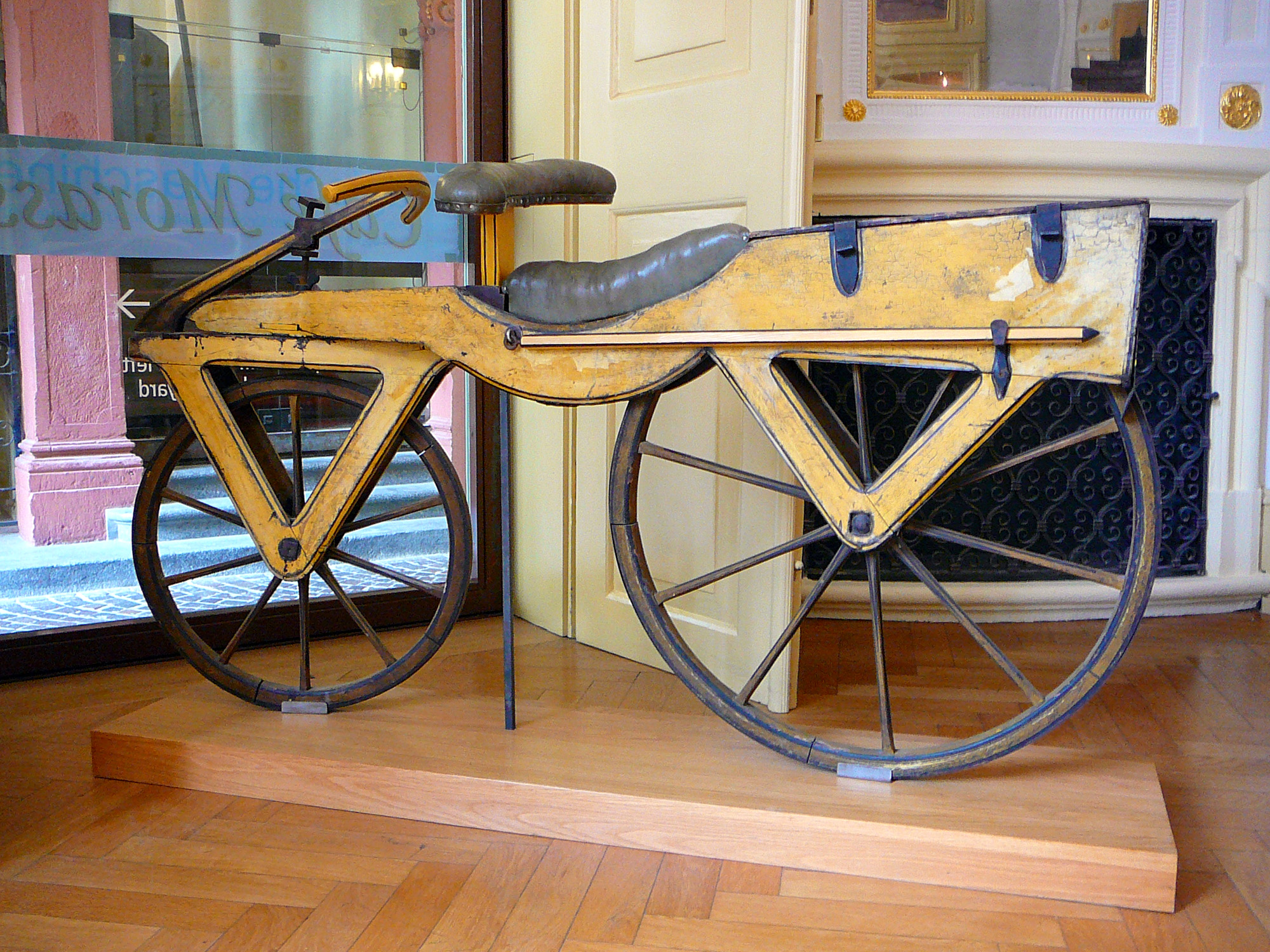
Дрезина (Laufmaschine)

Безпосереднім попередником дитячого біговела був дерев'яний прототип двоколісного велосипеда, винайдений Карлом Дрезом і названий ним «машиною для бігу» (нім. Laufmaschine). Перша поїздка відбулася 12 червня 1817 року, а патент на свій винахід Дрез отримав у 1818 році. «Машина для бігу» була також відома як дрезина (по імені винахідника), а в 1818 році француз Жозеф Нісефор Ньєпс запропонував для вдосконаленої ним моделі з більш зручним сідлом назву велосипед (фр. vélocipède, від словосполучення «швидкі ноги» латиною). В Англії цей транспортний засіб іменували hobby-horse («дитяча іграшкова конячка») або dandy-horse («конячка для денді») — у другому випадку це було пов'язано з тим, що в ті роки їздили на ньому в основному пусті молоді денді.
В кінці XX століття цей вид транспорту був відкритий заново: в 1997 році німецькому дизайнерові Рольфу Мертенсу прийшла в голову ідея сконструювати для свого дворічного сина аналогічну модель, на якій дитина могла б їхати, відштовхуючись ногами і поступово навчаючись тримати рівновагу. Дитячий безпедальний велосипед почав набувати все більшої популярності, і Мертенс з братом заснували компанію «Kokua» з продажу свого винаходу. По-німецьки такий велосипед став називатися Laufrad (від нім. laufen «бігти» і Rad «колесо»).